# Медведєв Михайло Юхимович
Миха́йло Юхи́мович Медве́дєв (справж. — Бернштейн Меєр Хаїмович; нар. 20 липня 1852, Біла Церква, Васильківський повіт, Київська губернія, Російська імперія — пом. 8 серпня 1925, Саратов, Російська РФСР, СРСР) — співак (ліричний тенор), педагог, антрепренер. Перший виконавець партії Ленського в опері П. Чайковського «Євгеній Онєгін».

## Життєпис
Народився в сім'ї рабина; з дитинства співав у хорі.
З 1876 навчався в Київському музичному училищі (класи Аделаїди Ваккер та Івана Кравцова).
1878 року за ініціативи Миколи Рубінштейна був зарахований на третій курс Московської консерваторії (клас Дж. Гальвані), водночас навчався сценічної майстерності в студії актора І. Самаріна.
1882 року дебютував на сцені Київського оперного театру.
Згодом виступав у провінційних антрепризах у Харкові (1883), Одесі (1884), Воронежі (1886), Саратові (1887), Єкатеринбурзі (1887), Тифлісі (1887—1888) та багатьох інших містах Російської імперії.
1885—1886 — соліст Большого театру у Москві.
1891—1892 — соліст Маріїнського театру в Санкт-Петербурзі.
З 1892 повернувся до провінційних труп; 1898—1901 років гастролював за кордоном: в США й Канаді.
1903—1904 — професор співу Московського філармонічного училища.
З 1905 — соліст «Нової опери» у Санкт-Петербурзі.
1918—1920 — засновник і керівник Саратовського оперного театру.
Водночас із театрально-концертною діяльністю викладав у Київській музичній школі Станіслава Блуменфельда (1898), Музично-драматичному училищі Московського філармонійного товариства (1901—1905, з 1903 — його професор), Київській консерваторії (1905), театральній школі Пресмана в Ростові-на-Дону (1907), Саратовській консерваторії (1912—1925).

### Театр «Ведмідь»
З 1905 року Михайло Медведєв вів педагогічну роботу в Києві, відкривши у приміщенні Театру Геймана «Вищі оперні й драматичні курси з обов'язковим інструментальним відділенням» (діяли до 1917 року).
Випускниками курсів були — бас Григорій Пирогов (1885—1931), знаний драматург-режисер Всеволод Мейєргольд. Силами учнів курсів Михайло Медведєв спільно з Музично-драматичною школою М. Лисенка з 1906 року ставив музично-драматичні і драматичні спектаклі в приміщенні Театру Геймана. В народі театр Медведєва називали театр «Ведмідь».

## Партії
- Собінін, Фінн («Іван Сусанін», «Руслан і Людмила» М. Глинки)
- Дон Жуан, Князь («Кам'яний гість», «Русалка» О. Даргомижського)
- Ленський, Герман, Вакула («Євгеній Онєгін», «Пікова дама», «Черевички» П. Чайковського)
- Синодал, Кирибейович, Нерон («Демон», «Купець Калашников», «Нерон» А. Рубінштейна)
- Хозе («Кармен» Ж. Бізе)
- Елеазар («Дочка кардинала» Ф.-Ж. Галеві)
- Роберт («Роберт-Диявол» Дж. Мейєрбера)
- Фауст («Фауст» Ш. Гуно)
- Карл II («Дон Сезар де Базан» Ж. Массне)
- Самсон («Самсон і Даліла» К. Сен-Санса)
- Герцог, Отелло («Ріголетто», «Отелло» Дж. Верді)
- Каніо («Паяци» Р. Леонкавалло)
- Флорестан («Фіделіо» Л. Бетховена)
- Тангейзер («Тангейзер» Р. Вагнера)
- Йонтек («Галька» С. Монюшка).

Виконував також романси Михайла Глинки, Миколи Римського-Корсакова, Жуля Массне, Цезара Кюї, Петра Чайковського тощо.